# M'hamed Ababou
M'hamed Ababou (àrab: امحمد أعبابو, Imḥamad Aʿbābū) (Bourd, província de Taza, 1938 - Rabat, 10 de juliol de 1971) fou un oficial de les Forces Armades Reials del Marroc. Juntament amb el general Mohammed Medbouh i el seu germà Mohammed va organitzar un cop d'estat contra el rei Hassan II el 10 de juliol de 1971.
M'hamed Ababou era el director de l'escola militar no comissionada de formació d'oficials d'Ahermoumou. Actuant sota les seves ordres, uns 1.200 cadets de l'escola van prendre el palau reial d'estiu a Skhirate on es realitzava una recepció diplomàtica per celebrar el 42è aniversari del rei. Personalitats estrangeres i marroquines foren posades sota vigilància o van fugir pel passeig marítim proper. Es van reportar que aproximadament 100 convidats, funcionaris, agents i cadets moriren en circumstàncies confuses. Posteriorment es va dir que Ababou i els altres oficials havien dit als joves cadets estaven actuant per protegir el rei Hassan contra els rebels. Inicialment les úniques tropes lleials presents al palau eren els guàrdies cerimonials i el rei es van refugiar en un pavelló annex.
Ababou va morir el dia del cop durant un intercanvi de trets amb tropes reials dirigides pel general Bouhali, que havia estat enviat al palau per rescatar el rei. Es va informar que Ababou només estava ferit en aquest xoc, però que havia demanat a un company de conspiració que li disparés per tal de no ser capturat viu.
M'hamed Ababou tenia dos germans en l'exèrcit; Mohamed (4 anys més gran) amb el qual va coorganitzar l'intent de cop d'Estat i que moriria a la presó el 1976; i un germà menor anomenat Abdelziz Ababou que va morir durant el cop mateix.